# 141 PLM 1 à 680

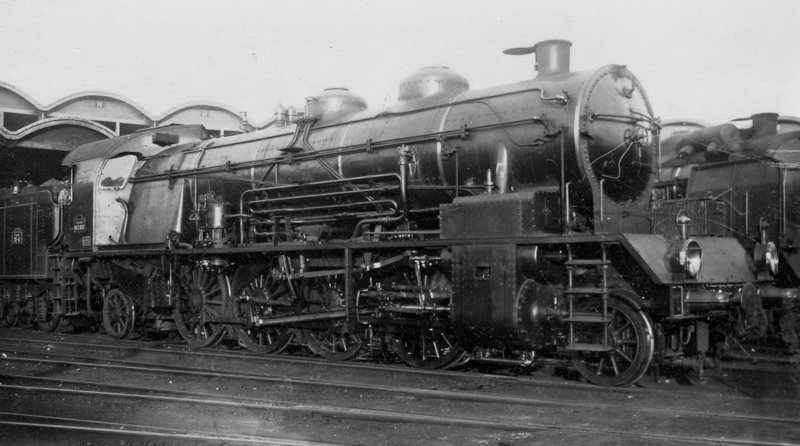
141 C 632 en 1933

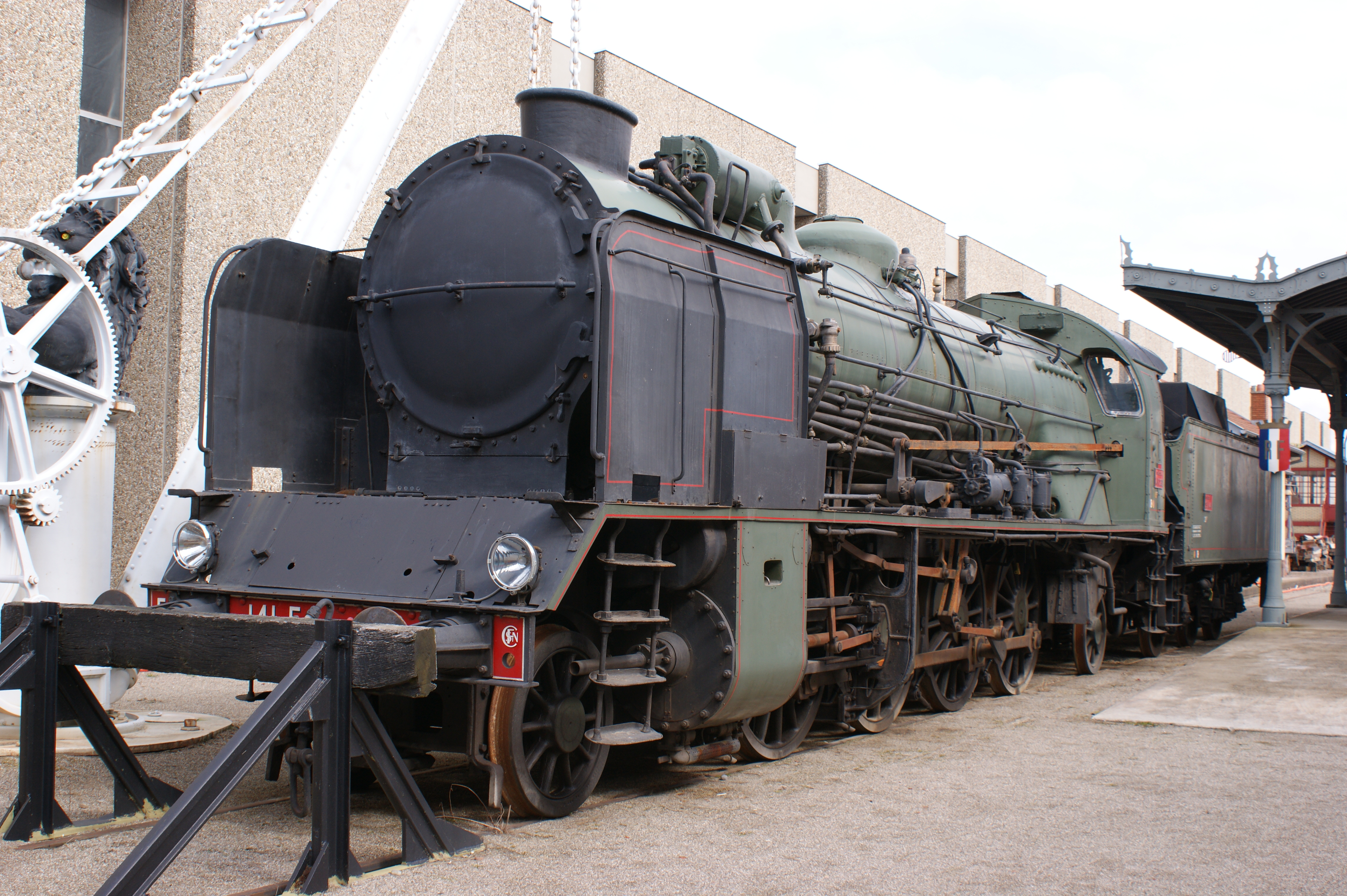
Locomotive 141 F 282

Locomotives 141 C 1 à 20 construites par SLM en Suisse.

Les 141 C du PLM sont des locomotives Mikado de type « compound » aux importantes qualités de traction (bonne grimpeuses). Elles ont assuré  la traction de trains de voyageurs et de marchandises du PLM, puis de la SNCF. Elles ont servi de base à la réalisation des 141 P.
Elles étaient numérotées dans la série 141C 1 à 680 ; les 240 premières locomotives ont d'abord porté les numéros 141 1130 à 1369

## La construction
Ces locomotives sont réalisées à la suite des 141 PLM 1001 à 1012 construite en 1914 par la Société Française de Constructions Mécaniques et des 141 PLM 1013 à 1129 construites par Baldwin aux États-Unis entre 1917 et 1919. Les C 1 à 240 étaient originellement numérotées 1013 à 1129.
Elle se déroule en deux étapes :
- Les 141 C 1 à 490, construites de 1918 à 1927 ;
- Les 141 C 491 à 680, construites de 1933 à 1934.

Toutes les machines sont construites en France par Schneider, SFCM Cail, Fives-Lille ou Blanc-Misseron, excepté les 20 premières, construites en Suisse par la SLM Winterthur. 
À l’origine, les 141 C possèdent la chaudière des 141 A et la distribution des 141 B.

## Évolution

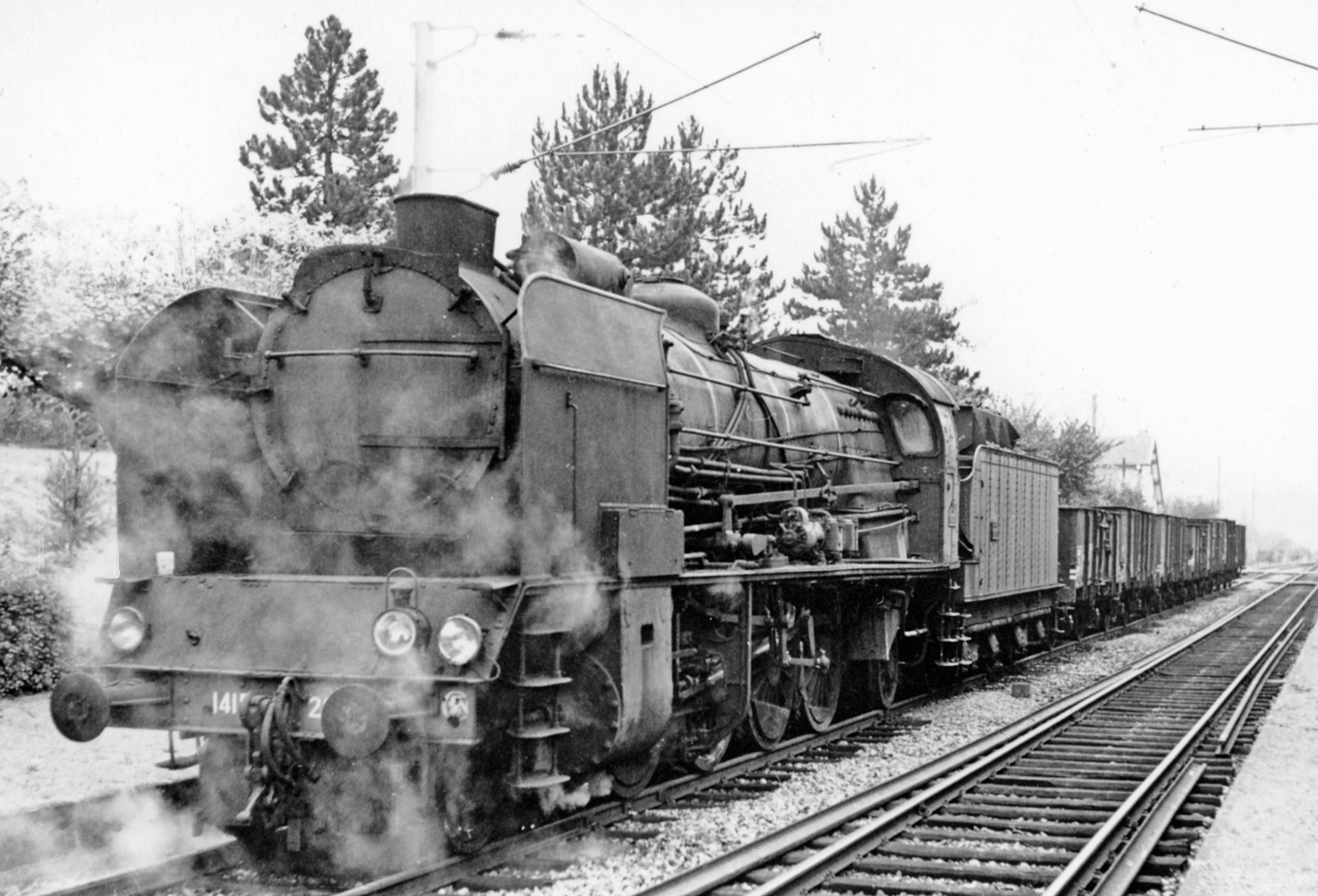
Une 141 F en gare d'Oëx en 1958.

En 1938, le premier janvier, la série est intégrée à la SNCF.
À partir de la modification des 141 C 7 et 141 C 623, trois nouvelles séries de machines seront  créés. Les 141 D, E et F entre 1942 et 1957. 
Les 141 D sont des machines issues de la série 141 C 1 à 680, modifiées par l'ajout de réchauffeurs d'eau d'alimentation de la chaudière (Système ACFI ou DABEG). Ces réchauffeurs étaient disposés latéralement le long de la chaudière sur le tablier de la machine. Cette transformation intervient dans les années 1940, (124 machines).
Les 141 E sont des machines transformées au niveau de l'échappement et munies d'écrans pare-fumée, (254 machines).
Les 141F sont transformées au niveau du châssis par modification du bissel avant, pour atteindre la vitesse de 105 km/h, (195 machines).

### Caractéristiques
- Surface de chauffe: 181,66 m2 (tubes) + 15,54 m2 (foyer) = 197,2 m2
- Surface de surchauffe: 68,29 m2
- Nombre d'éléments: ?
- Nombre de cylindres: 2 HP et 2 BP
- Diamètre cylindres HP: 510 mm
- Course pistons HP: 650 mm
- Diamètre cylindres BP: 620 mm
- Course pistons BP: 700 mm
- Pression de la chaudière: 16 bar
- Diamètre des roues motrices: 1 670 mm
- Diamètre des roues du bissel: 1 020 mm
- Masse à vide: ? tonnes
- Masse en ordre de marche: 97,6 tonnes
- Masse adhérente: 71,6 tonnes
- Longueur hors tout de la locomotive seule: 13,805 m
- Puissance maximum indiquée: ? kW
- Puissance maximum à la jante: ? kW
- Puissance maximum au crochet du tender: 2061 kW à 100 km/h
- Effort de traction maximum: 228 kN
- Vitesse maxi en service: 95 km/h pour les E, 105 pour les F

#### Tender
- Tare du tender: ? tonnes
- Capacité en eau: ? m3
- Capacité en charbon: ? tonnes
- Masse du tender en ordre de marche: ? t
- Masse totale locomotive + tender: ? t
- Longueur du tender: 8,935 m
- Longueur totale locomotive + tender: 22,74 m

## Liste
Liste non exhaustive des 141 C, D et E
- 141 C: 20 43 88 94 139 144 186 219 304
- 141 D: 8 33 34 36 42 65 115 123 127 135 148 195 233 234 247 297 324 331 377 414 492 493 495 561 570 652
- 141 E:  3 16 22 28 44 62 84 102 112 154 192 213 218 243 256 278 282 284 286 292 331 333 334 336 357 369 380 383 386 389 393 394 396 398 418 437 445 446 447 454 473 477 500 504 530 543 545 549 564 565 566 571 575 577 588 599 605 607 608 609 624 640 651 666 670
- 141 F: 16 63 69 76 85 95 132 282 309 356

## Préservation
La 141 F 282, ancienne 141 C 282 est préservée à la cité du train à Mulhouse.